# پومنوتا
پومنوتا (به اسپانیایی: Pomanota) یک کوه در پرو است که در Cusco Region, Puno Region واقع شده‌است. پومنوتا ۵٬۵۱۶ متر بالاتر از سطح دریا واقع شده‌است.